# Giorgia Piccolin
Giorgia Piccolin (Bolzano, 15 januari 1996) is een Italiaans professioneel tafeltennisster. Zij speelt rechtshandig met de shakehandgreep.
Zij nam in 2014 deel aan de Olympische Jeugdspelen.